# Thaumas
Thaumas ("minune") este un zeu grec al mării și fiu al lui Pontus și al Gaiei. Împreună cu oceanida Electra le-a zămislit pe Harpii și pe Iris.
Thaumas mai este și numele unui centaur.